# Cyclopodia planipyga
Cyclopodia planipyga är en tvåvingeart som beskrevs av Maa 1968. Cyclopodia planipyga ingår i släktet Cyclopodia och familjen lusflugor.
Artens utbredningsområde är Vanuatu. Inga underarter finns listade i Catalogue of Life.